# چون عاشقتم (فیلم ۲۰۱۷)
چون عاشقتم (انگلیسی: Because I Love You؛‏ کره‌ای: 사랑하기 때문에) یک فیلم کمدی فانتزی فیلم آنتولوژی محصول کره جنوبی سال ۲۰۱۷ با بازی چا ته هیون و کیم یو جونگ است. این فیلم در ۴ ژانویه ۲۰۱۷ منتشر شد. این فیلم به تهیه‌کنندگی چا جی هیون، برادر بزرگتر چا ته هیون است و قبلاً تهیه‌کنندگی سرقت بزرگ با بازی چا ته هیون را نیز بر عهده داشته است.

## بازیگران
- چا ته هیون در نقش جین یی هیونگ
- کیم یو جونگ در نقش جانگ سو یی (اسکالی)
- سو هیون جین در نقش لی هیون کیونگ
- سونگ دونگ ایل در نقش پارک چان ایل
- اوه نا را در نقش همسر پارک چان ایل
- به سونگ وو در نقش آن یو دون
- کیم سا هی در نقش دا این
- کیم یون هه در نقش کیم مال هی
- جانگ دو یون در نقش یو سب
- لی جه وو در نقش پی‌دی ادیشن
- هونگ کیونگ مین در نقش قاضی ارشد
- لیم جو هوان در نقش چان یونگ
- کیم کانگ هون در نقش پارک جونگ مین
- سون‌وو یونگ نیو در نقش پیرزن با آلزایمر
- پارک گون هیونگ در نقش شوهر پیرزن با آلزایمر
- جانگ هیوک در نقش فالگیز
- یون دا کیونگ در نقش برادر کیم مال هی
- اوک جا یون در نقش نگهبان مدرسه